# Arianna in Creta
Arianna in Creta (Ariadne in Creta, HWV 32) è un'opera seria in tre atti di Georg Friedrich Händel. Il libretto in italiano fu adattato da Francis Colman dall'Arianna e Teseo di Pietro Pariati, un testo precedentemente adattato da Nicola Porpora nel 1727 e Leonardo Leo nel 1729.

## Storia delle esecuzioni
L'opera fu data al King's Theatre di Londra il 26 gennaio 1734 e poi presentata in una versione riveduta con balli aggiunti per Marie Sallé al Covent Garden Theatre il 27 novembre dello stesso anno.
Come con tutte le opere serie del periodo barocco, Arianna in Creta non è stata mai più rappresentata per molti anni, ma con la ripresa di interesse per la musica barocca ed il concetto di Historically informed performance a partire dagli anni 1960, Arianna in Creta, come tutte le opere di Händel, viene rappresentata oggi in festival e teatri d'opera di tutto il mondo. Tra gli altri spettacoli, Arianna in Creta è stata messa in scena alla Gotham Chamber Opera nel 2005 e dal London Händel Festival nel 2014.

## Ruoli
| Ruolo   | Voce               | Cast della prima, 26 gennaio 1734 |  |
| ------- | ------------------ | --------------------------------- |  |
| Arianna | soprano            | Anna Maria Strada                 |  |
| Teseo   | contralto castrato | Giovanni Carestini                |  |
| Carilda | contralto          | Maria Caterina Negri              |  |
| Alceste | soprano castrato   | Carlo Scalzi                      |  |
| Tauride | soprano            | Margherita Durastanti             |  |
| Minos   | basso              | Gustavus Waltz                    |  |
| Sonno   | tenore             | John Beard                        |  |

## Trama
LocalitàCreta
PeriodoNei leggendari tempi antichi

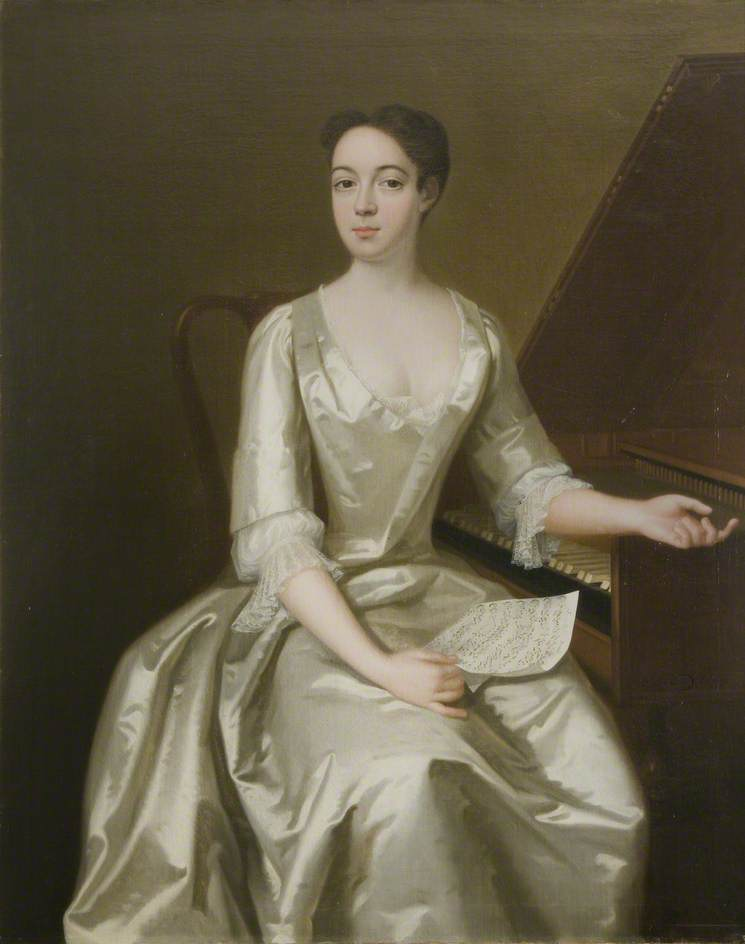
Anna Maria Strada, che ha cantato per la prima volta nel ruolo di Arianna (Johannes Verelst 1732)

Molto prima che accadessero i fatti che vengono raccontati in quest'opera, re Minosse di Creta aveva combattuto una guerra con il re Egeo di Atene, che aveva ucciso il piccolo figlioletto di Minosse e rapito la sua bambina. La ragazza, tuttavia, era stata allevata da un alleato del re di Atene Archeo di Tebe, nella convinzione che fosse suo figlia. Atene fu obbligata pagare un terribile tributo a Creta come accordo per porre fine alla guerra: una volta ogni sette anni sette giovani ateniesi e sette fanciulle ateniesi dovevano essere inviati a Creta per essere divorati dal Minotauro, un mostro mezzo uomo e mezzo toro che si celava in un labirinto da cui la fuga era praticamente impossibile. Il sacrificio umano degli Ateniesi poteva essere terminato solo da un eroe che uccidesse il Minotauro e sconfiggesse il Tauride guerriero di Creta. L'eroe ateniese Teseo che era sulla strada per Creta, decise di farlo e porre fine alla sofferenza dei suoi popoli e anche per unirsi con Arianna, che amava e che Minosse aveva chiesto come ostaggio per garantire che i giovani ateniesi sarebbero stati inviati per il sacrificio.

### Atto 1

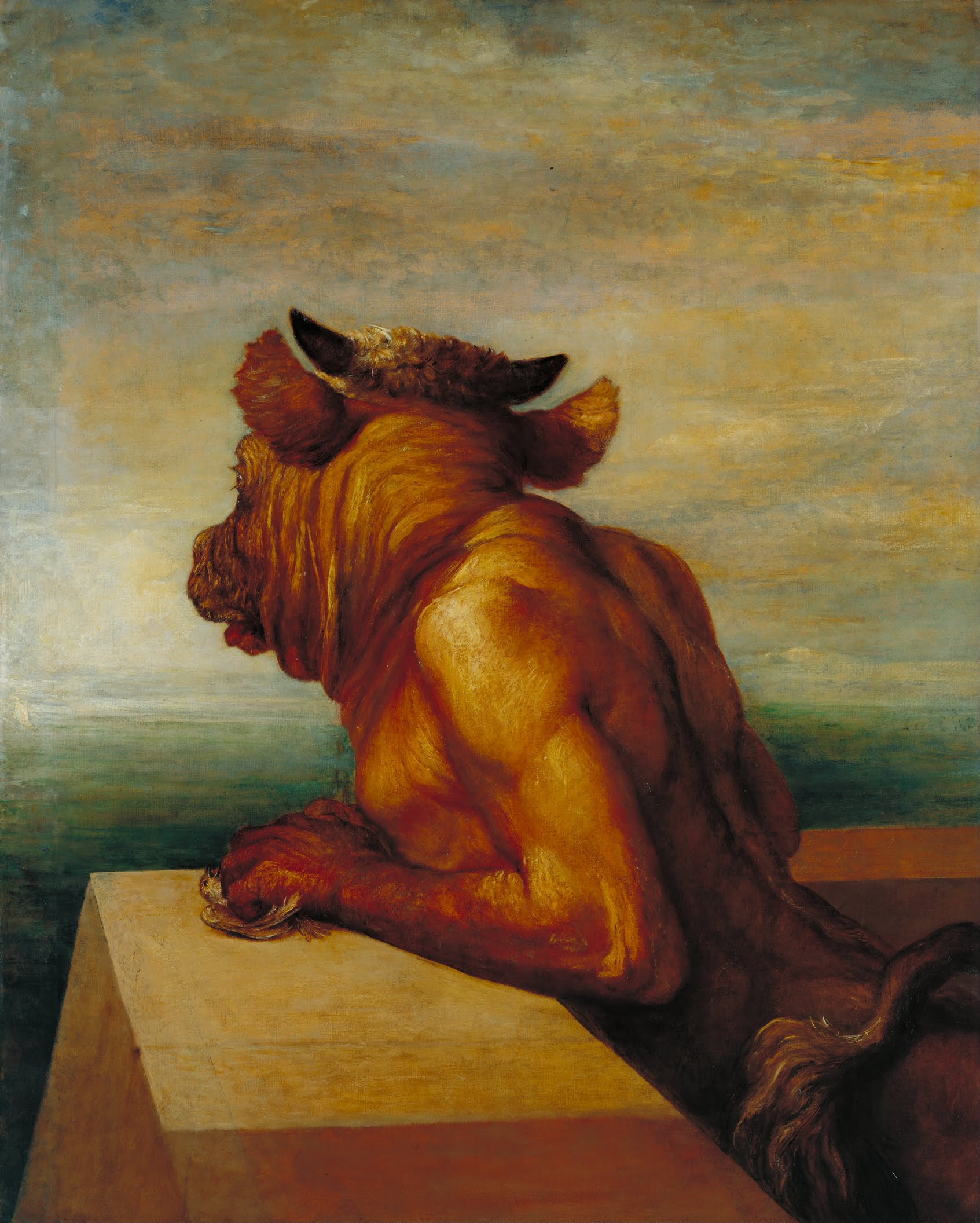
George Frederic Watts - Il Minotauro

Gli Ateniesi si imbarcano a Creta, con accanto una tavoletta di pietra recante inscritti su di essa i termini del tributo dovuto dagli ateniesi. Il Re Minosse accetta la richiesta di Teseo che Arianna sia liberata. Tra le fanciulle ateniesi inviate per essere sacrificate c'è Carilda, la cui bellezza viene notata dal campione di creta Tauride che di colpo si innamora di lei. Carilda però è segretamente innamorata di Teseo e non è interessata né a Tauride né al giovane ateniese Alceste, anch'egli innamorato di Carilda. Teseo dice alla sua amata Arianna che egli è determinato a uccidere il Minotauro, cosicché lei ha paura per la sua sicurezza e dice anche ad Alceste che vuole salvare Carilda da una morte crudele e che lui è il più adatto a farlo.
Nel tempio di Giove Re Minosse ordina ad Alceste di estrarre il nome della prima vittima da un'urna. Alceste è disperato quando vede che il nome tratto dall'urna è quello della sua amata Carilda. Teseo si offre di andare nel labirinto per incontrare il Minotauro al suo posto e Minosse accetta, ma questo rende gelosa Arianna, credendo che Teseo lo faccia per amore di Carilda.

### Atto 2

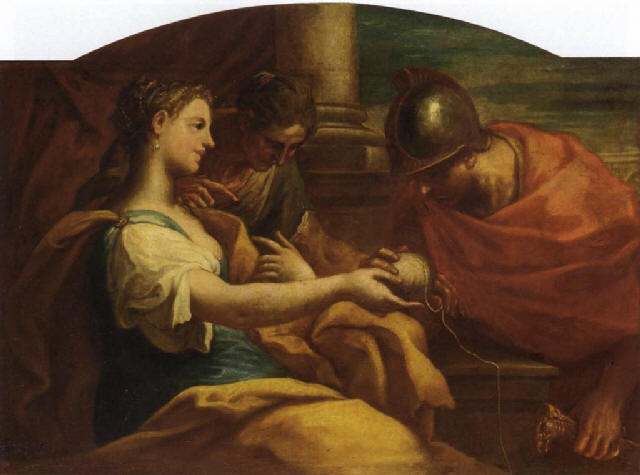
Arianna e Teseo

In un bosco, Teseo medita se debba continuare con il suo piano per cercare di uccidere il Minotauro, o astenersi per riguardo alla sua amata Arianna. Si addormenta ed ha una visione del suo destino come liberatore del suo popolo dalla crudele sofferenza. Quando si sveglia tutta l'indecisione è stato eliminata dalla sua mente ed è determinato a uccidere il mostro. Alceste, come Arianna, è preoccupato del fatto che Teseo agisca per amore di Carilda, ma Teseo gli assicura che lui non potrà mai amare nessun altri che Arianna e rivela ad Alceste che Arianna è in realtà la figlia del re Minosse, ma che né lei né il re sanno di questo fatto.
Arianna ascolta una conversazione tra Minosse e il campione di Creta Tauride: per avere successo Teseo dovrà tagliare la gola del Minotauro, trovare la via d'uscita del labirinto, usando una palla di corda per segnare la strada, e sottomettere Tauride a dispetto della sua magica cintura che gli dà una forza sovrumana. Anche se è ancora turbata dal pensiero che Teseo sta tentando questo per salvare Carilda che egli ama, Arianna passa queste informazioni a Teseo.
Ulteriori incomprensioni rafforzano Arianna nella convinzione che Teseo è innamorato di Carilda, e lei lo accusa di infedeltà.
All'ingresso del labirinto, Carilda sta per essere fatta scendere per essere divorata dal Minotauro, quando appare Tauride e la prega di fuggire con lui. Lei rifiuta. Appare anche Alceste, uccide le due guardie e porta via Carilda. Minosse è furioso perché lei è sfuggita e accusa Teseo per questo. Egli ordina ad Arianna di prendere il posto di Carilda come primo sacrificio al mostro. Arianna si lamenta per il suo cattivo destino.

### Atto 3

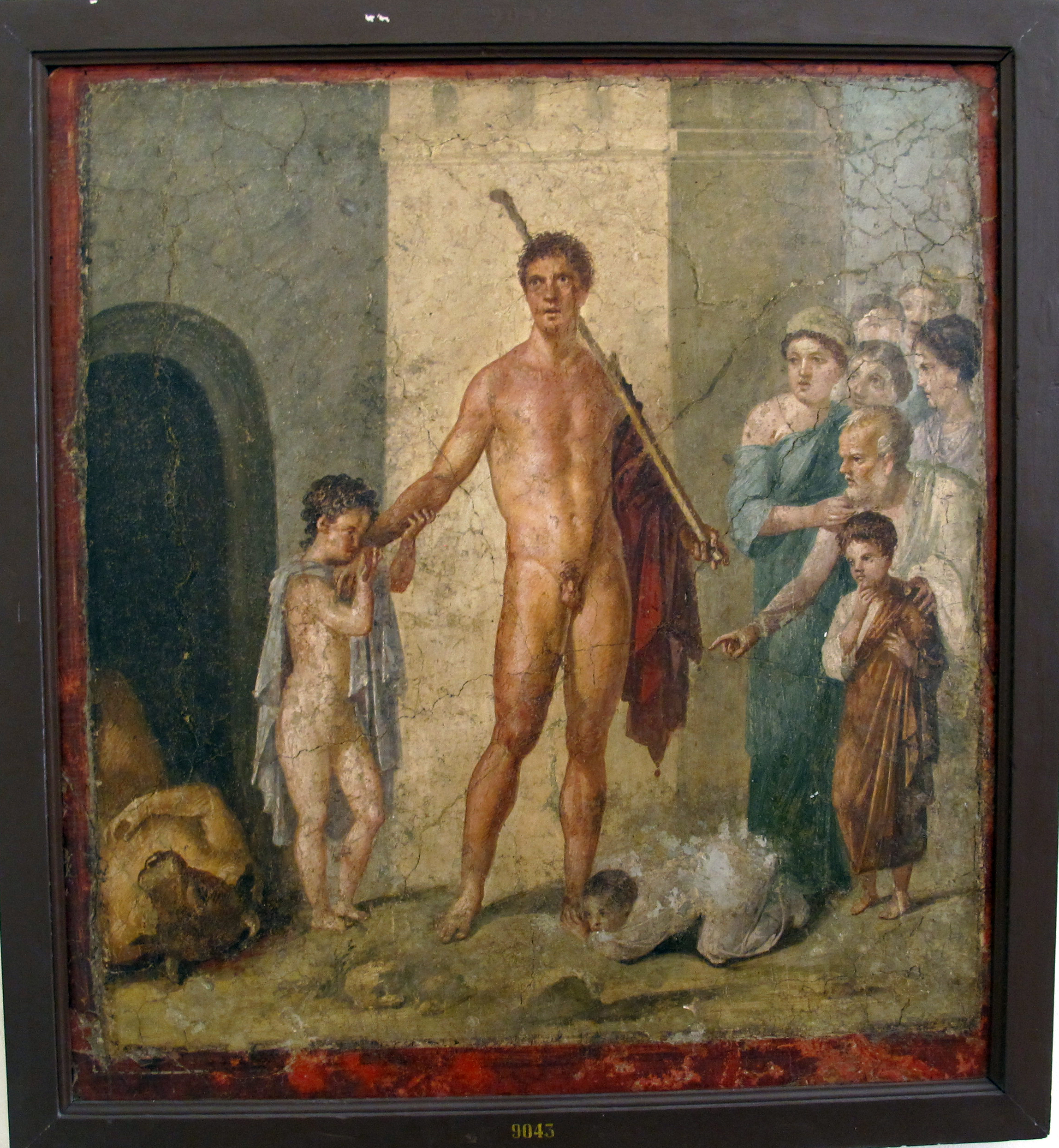
Teseo dopo l'uccisione del Minotauro, pittura su muro romano

Teseo scende nel labirinto, segnando la strada con un gomitolo di spago e uccide il Minotauro tagliandogli la gola. Salva Arianna e le giura di amarla.
Fuori dal palazzo Teseo e Tauride si incontreranno in singolar tenzone. La prima azione di Teseo è quella di strappare a Tauride la cintura magica dalla cintola, dopo di che Teseo lo sconfigge facilmente.
Il re Minosse annuncia che Teseo ha soddisfatto le condizioni per porre fine al tributo dovuto dagli ateniesi. Teseo chiede il permesso di sposare Arianna e Minosse accetta, a condizione che il padre della giovane dia il suo consenso. Allora Teseo rivela che Minosse stesso è il padre di Arianna, dopo di che Minosse con grande felicità concede alla coppia la sua benedizione. Arianna e Teseo celebrano con gioia il loro amore.
All'interno del palazzo un doppio fidanzamento è stato annunciato: l'eroe Teseo sposerà la sua Arianna e Alceste ora è stato accettato da Carilda. Tutti celebrano la svolta fortunata di eventi.

## Contesto e analisi

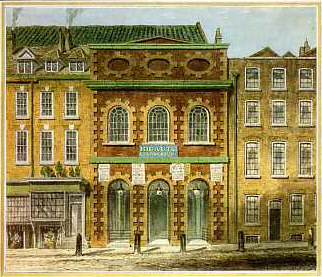
Il King's Theatre, Londra, dove Arianna in Creta fu rappresentata per la prima volta

Händel, di origine tedesca, dopo aver trascorso una parte della sua carriera iniziale in Italia, nella composizione di opere e altra musica, si stabilì a Londra, dove nel 1711 aveva portato l'opera italiana per la prima volta con la sua opera Rinaldo. Un grande successo, quest'ultima creò a Londra una vera e propria mania per l'opera seria italiana, una forma d'arte concentrata prevalentemente sulle arie solistiche dei primi cantanti virtuosi. Nel 1719, Handel fu nominato direttore musicale di un'organizzazione chiamata Royal Academy of Music (niente a che vedere con l'attuale Conservatorio), una compagnia sotto il patrocinio del re, per la produzione di opere italiane a Londra. Händel non doveva solo comporre opere per, ma assumere i migliori cantanti, supervisionare l'orchestra e i musicisti, nonché adattare le opere provenienti dall'Italia per le esecuzioni di Londra.
La Royal Academy of Music fallì alla fine della stagione 1728-1729, in parte a causa degli enormi compensi pagati ai cantanti star e le due primedonne che erano apparse nelle ultime opere di Händel, Francesca Cuzzoni e Faustina Bordoni avevano lasciato Londra per impegni in Europa continentale. Händel iniziò una collaborazione con John James Heidegger, l'impresario teatrale che deteneva il contratto di locazione sul King's Theatre di Haymarket, dove le opere venivano rappresentate e fondò una nuova compagnia d'opera con una nuova prima donna, Anna Maria Strada. Uno dei librettisti di Handel, Paolo Rolli, scrisse in una lettera (l'originale è in lingua italiana), che Händel aveva detto che la Strada "canta meglio di due che ci hanno lasciato, perché una di loro (Faustina) non gli piaceva affatto e avrebbe volentieri desiderato dimenticare l'altra (Cuzzoni)."
In questa nuova avventura, Händel aveva trovato che le revisioni dei precedenti lavori in lingua inglese, come Acis and Galatea ed Esther, insieme ad un nuovo oratorio in inglese, Deborah, erano estremamente popolari tra il pubblico, anche se con gli stessi cantanti italiani che attualmente comparivano sullo stesso palco, fra questi il castrato Senesino, stella di prima grandezza, che era stato un pilastro delle opere di Händel per anni e la cui pronuncia dei testi in inglese aveva causato qualche derisione. Orlando, un'opera italiana con un ruolo da protagonista di Händel per Senesino, fu presentata al King's Theatre nel gennaio del 1733, ma nel giugno dello stesso anno apparve un avviso sulla stampa di Londra, che Händel aveva licenziato Senesino. Nel gennaio del 1733, prima che Händel avesse cacciato Senesino, c'erano già stati dei piani che prevedevano di iniziare una seconda società d'opera a Londra da parte di rivali di Händel come John West, II conte De la Warr, che scrisse al Duca di Richmond:
Il 15 giugno diversi nobili lord ebbero l'approvazione di Federico, principe del Galles per formare una nuova compagnia d'opera, la cosiddetta Opera della Nobiltà, in aperto contrasto con Händel, con il preferito di Londra, Senesino, ancora in ruoli chiave nella nuova compagnia, insieme a tutte le altre ex stelle di Händel.
La nuova compagnia d'opera fece il suo debutto il 29 dicembre 1733, con un'opera di Nicola Porpora, Arianna in Nasso, al Lincoln's Inn Theatre a Londra e con Senesino nel ruolo principale, insieme all'altro celebre castrato di fama internazionale, Farinelli. Händel potrebbe aver scelto il soggetto della sua opera successiva, Arianna in Creta, come una sfida diretta al lavoro di Porpora nella nuova compagnia. L'opera di Händel ebbe successo e si assicurò altre successive sedici repliche, inoltre Händel riprese il lavoro nella sua stagione successiva al Covent Garden Theatre.
Il diarista che teneva quello che è conosciuto come il "Colman's Opera Register" scrisse:

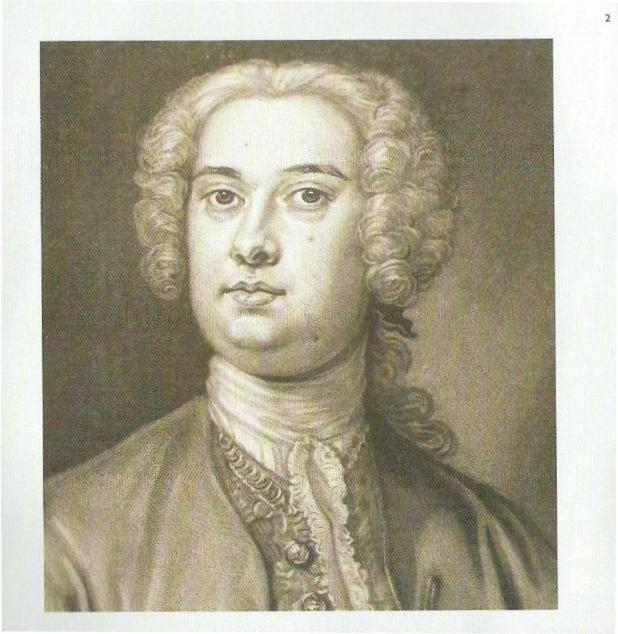
Giovanni Carestini, che cantò per primo il ruolo di Teseo

Come rimpiazzo e rivale di Senesino, Händel ingaggiò un castrato altrettanto rinomato, per il ruolo di Teseo, Giovanni Carestini, del quale il musico lo del XVIII secolo, Charles Burney, scrisse:
Di ritorno ad un cast di una première di un'opera di Händel dopo un'assenza di nove anni c'era Margherita Durastanti che aveva lavorato con Händel nei suoi primi giorni in Italia ed era stata un membro della sua prima compagnia d'opera a Londra. Lady Bristol scriveva in una lettera dopo aver assistito alla seconda rappresentazione di Arianna in Creta: "Sono appena tornata a casa da un'opera noiosa e un teatro vuoto, questo nel secondo tempo; nel primo tempo era tutto pieno per ascoltare l'uomo nuovo che scopro essere un cantante estremamente bravo; gli altri sono delle nullità, tranne la vecchia Durastante che canta bene come ha sempre fatto.
"Charles Burney elogiò Arianna in Creta come testimonianza delle "possibilità di Händel di invenzione e di abilità nei vari accompagnamenti in tutta questa opera con più vigore rispetto a qualsiasi ex dramma dal momento dello scioglimento della Royal Academy of Music nel 1728."
L'opera è concertata per: flauto, due oboi, fagotto, due corni,
archi e
basso continuo: violoncello, liuto, clavicembalo.

## Registrazioni
- Arianna in Creta - Orchestra of Patras. Conductor: George Petrou. Principal singers: Petros Magoulas (Minos), Irini Karaianni (Carilda), Marita Paparizou (Tauride), Mary-Ellen Nesi (Teseo), Theodora Baka (Alceste), Mata Katsuli (Arianna) Recording date: 2005 Label: MD&G Records - 7609 1375-2 (CD)[15]